# Ixora brevipedunculata
Ixora brevipedunculata là loài cây bụi nhỏ thuộc họ Cà phê Rubiaceae. Nó là loài thực vật đặc hữu của đảo Tubuai vùng lãnh thổ Polynésie thuộc Pháp.